# Jakobsgrund und Gammelsbachaue
Jakobsgrund und Gammelsbachaue este o arie protejată (arie specială de conservare — SAC, sit de importanță comunitară — SCI) din Germania întinsă pe o suprafață de 44,63 ha, integral pe uscat.

## Localizare
Centrul sitului Jakobsgrund und Gammelsbachaue este situat la coordonatele 49°30′16″N 8°57′43″E / 49.5044°N 8.9619°E.

## Înființare
Situl Jakobsgrund und Gammelsbachaue a fost declarat sit de importanță comunitară în iunie 2000 pentru a proteja 6 specii de animale. Situl a fost protejat și ca arie specială de conservare în martie 2008.

## Biodiversitate
Situată în ecoregiunea continentală, aria protejată conține 5 habitate naturale: Cursuri de apă de la nivel de câmpie la nivel montan, cu vegetație Ranunculion fluitantis și Callitricho-Batrachion, Pajiști uscate europene, Formațiuni ierboase bogate în specii de Nardus, dezvoltate pe substraturi silicioase în zone montane (și în zone submontane, în Europa continentală), Fânețe de joasă altitudine (Alopecurus pratensis, Sanguisorba officinalis), Păduri aluvionare cu Alnus glutinosa și Fraxinus excelsior (Alno-Padion, Alnion incanae, Salicion albae).
La baza desemnării sitului se află mai multe specii protejate:
- păsări (2): ciocănitoare neagră (Dryocopus martius), sfrâncioc roșiatic (Lanius collurio)
- nevertebrate (3): Euplagia quadripunctaria, phengaris nausithous (Maculinea nausithous), Maculinea teleius
- pești (1): cicar (Lampetra planeri)

Pe lângă speciile protejate, pe teritoriul sitului au mai fost identificate 11 specii de plante, 9 specii de nevertebrate.